# Кот Уляна Петрівна
Уляна Петрівна Кот (нар. 26 жовтня 1936 в с. Крупове, Дубровицький район, Рівненська область) — співачка, майстриня художнього ткацтва, знавець народних традицій Полісся. Заслужений майстер народної творчості УРСР (1981). Працювала у колгоспі (1951—1979 рр.), майстриня Рівненського комбінату народних промислів (1979—1985 рр.).
Співачка Уляна Кот — явище в українській культурі унікальне не лише тому, що в свої вісімдесят років вона тримає в пам'яті більше тисячі народних пісень, знає до дрібниць поліське весілля, обжинки й інші обряди, що ткані її руками рушники та тоненькі серпанки нині зберігаються в приватних колекціях і музеях по всьому світу, а й тому, що вона й досі лишається органічною складовою знавці української культури.

## Пісенні здобутки та записи
У рідному селі Крупове організувала фольклорно-етнографічний ансамбль «Берегиня» і керувала ним з 1985 по 1991 рр. та дитячу фольклорно-етнографічну студію «Серпанок» (1991—1996 рр.). Уляна Петрівна м'яким тембром свого голосу відтворює старовинні мелодії пісень поліського краю.
Фірма «Мелодия» (Москва) в 1982 році випустила диск «Поет Уляна Кот», де вміщено 18 пісень, записаних від співачки.
З її голосу фольклорист Кузьма Смаль 2002—2004 роках записав 1050 творів (колядки, щедрівки, веснянки, козацькі, рекрутські, солдатські, соціальні і родинно-побутові, жартівливі пісні, балади, пісні про кохання), що увійшли до збірників «Ой зозулько, сива пташко» (2005 р.), «Ой та зацвіла червона калина» (2008 р.), «Поліське весілля» (2011 р.).
Записи пісень у виконанні Уляни Кот знаходяться у фондах радіо «Свобода», Українського радіо, фондах Обласного центру народної творчості, Етнокультурного центру Рівненського міського Палацу дітей та молоді та Кафедри музичного фольклору Інституту мистецтв Рівненського державного гуманітарного університету.
Записи співачки здійснювали відомі фольклористи Степан Шевчук, Кузьма Смаль, Людмила Гапон, Вікторія Кот, Віктор Ковальчук та багато інших.

## Ткацтво
Ткати «поліський серпанок» вона навчилася від матері — Придюк Оксани Федорівни.
Створює Уляна Петрівна ткані рушники, настільники, серветки, вбрання. Вона — учасниця міських, Всеукраїнських, Всесоюзних, зарубіжних мистецьких виставок в 60-х — 80-х рр. Персональні виставки Уляни Кот відбувалися у Дубровиці (1967—2011 рр.), Рівному (1980 р.), Києві, Львові (1985 р.). Ткані вироби Уляни Кот зберігаються у Рівненському краєзнавчому музеї, Музеї народної архітектури та побуту України у м. Києві, в музеях Львова, Москви, а також в музеях та приватних колекціях Білорусі, Польщі, Чехії, Словаччини, Канади, США.

## Деякі видані книги
- «Ой зозулько, сива пташко» (2005 р.)
- «Ой та зацвіла червона калина» (2008 р.)
- «Поліське весілля» (2011 р.)

## Нагороди
- Нагороджена Золотою медаллю ВДНГ СРСР (Москва, 1984).
- Лауреатка численних регіональних, Всеукраїнських та міжнарожних фольклорних фестивалів і конкурсів, зокрема:
  - радіоконкурсу «Золоті ключі» (1980–93рр.)
  - телетурніру «Сонячні кларнети» (1984 р.)
  - Обласної літературно-мистецької премії ім. Б.Тена
  - Обласної мистецької премії ім. Г. Леончук (2006 р.)